# Zodarion maculatum
Zodarion maculatum là một loài nhện trong họ Zodariidae.
Loài này thuộc chi Zodarion. Zodarion maculatum được Eugène Simon miêu tả năm 1870.